# Hưng Đạo, Tứ Kỳ
Hưng Đạo là một xã thuộc huyện Tứ Kỳ, tỉnh Hải Dương, Việt Nam.
xã Hưng Đạo có diện tích 7,25 km², dân số năm 1999 là 9546 người, mật độ dân số đạt 1317 người/km². Xã Hưng Đạo hiện là đô thị loại V.

## Hành chính
Hưng Đạo gồm 3 thôn: Xuân Nẻo (Nẹo), Ô Mễ (Mũ) và Lạc Dục (Dọc).